# 南石動駅
南石動駅（みなみいするぎえき）は、かつて富山県小矢部市綾子にあった加越能鉄道加越線の駅（廃駅）。

## 歴史
- 1957年（昭和32年）8月1日 : 石動駅 - 四日町駅間に開業する[1]。
- 1972年（昭和47年）9月16日 : 加越線の廃止により廃駅となる[2]。

## 隣の駅
加越能鉄道
加越線
石動駅 - 南石動駅 - 四日町駅